# بارايبابا
بارايبابا (بالبرتغالية: Paraipaba‏)؛ بلدية في ولاية سيارا في المنطقة الشمالية الشرقية من البرازيل.